# ディナ・ハビブ・パウエル

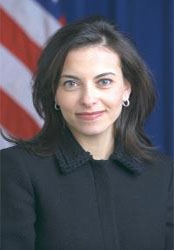
ディナ・パウエル

ディナ・ハビブ・パウエル（アラビア語: دينا حبيب باول、英語: Dina Habib Powell、1973年 - ）は、アメリカ合衆国の実業家、政治家。小ブッシュ政権で国務次官補（教育・文化担当）、2007年からゴールドマン・サックス幹部。エジプト系アメリカ人でクリスチャン(コプト教徒)である。

## 生涯
1973年にエジプトのカイロで生まれ、4歳の時に両親とともにテキサスに移住した。テキサス大学で人文科学の学士号を得た。最初のインターンシップはテキサス州上院議員のケイ・ベイリー・ハッチソン(共和党)の事務所であった。
1999年から2001年まで共和党全国委員会で議会担当部長及び委員長上級顧問。2001年から2003年まで大統領特別補佐官及び次席部長。2003年からクレイ・ジョンソンの後を継いで大統領補佐官（大統領人事担当）。
2005年3月14日、ジョージ・W・ブッシュ大統領はパウエルを国務次官補（教育・文化担当）に指名し、ホワイトハウス顧問であったカレン・ヒューズの下に配置、2005年6月24日に上院の承認を受けた。その後コンドリーザ・ライス国務長官はパウエルを国務副次官（公共外交・広報担当）に指定。
2007年5月2日、パウエルは国務省を退き、ゴールドマン・サックスのグローバル・コーポレイト・エンゲイジメント社長に就任。後任の国務次官補には2008年3月19日にゴリ・アメリが就任。
2017年1月12日、次期アメリカ合衆国大統領ドナルド・トランプにより、大統領補佐官兼上級顧問（経済イニシアチブ担当）に指名され、1月20日に着任した。「起業家精神と中小企業の成長、世界経済における女性の地位向上をめぐる新たな取り組み」を支えると報道されている。2018年10月にニッキー・ヘイリー国連大使が年内の辞任を表明した際には、トランプ自身により後継候補の一人とされた。